# Flize
Flize ist eine französische Gemeinde mit 1.682 Einwohnern (Stand: 1. Januar 2022) im Département Ardennes in der Region Grand Est. Sie gehört zum Arrondissement Charleville-Mézières und zum Kanton Nouvion-sur-Meuse. Die Einwohner werden Fliziens genannt.
Sie entstand mit Wirkung vom 1. Januar 2019 als namensgleiche Commune nouvelle durch die Zusammenlegung der bisherigen Gemeinden Flize, Balaives-et-Butz, Boutancourt und Élan, die in der neuen Gemeinde den Status einer Commune déléguée haben. Der Verwaltungssitz befindet sich im Ort Flize.

## Gemeindegliederung
| Ortsteil                  | ehemaliger INSEE-Code | Fläche (km²) | Einwohnerzahl zum 1. Januar 2022 |
| ------------------------- | --------------------- | ------------ | -------------------------------- |
| Balaives-et-Butz          | 08042                 | 11,05        | .0201                            |
| Boutancourt               | 08079                 | 02,99        | .0275                            |
| Élan                      | 08152                 | 09,86        | .0086                            |
| Flize (Verwaltungssitz)00 | 08173                 | 02,07        | 1.120                            |

## Geographie
Flize liegt etwa sieben Kilometer südöstlich von Charleville-Mézières und etwa zwölf Kilometer westlich von Sedan am Fluss Maas (frz. Meuse), der die Gemeinde im Norden und Nordosten begrenzt. Umgeben wird Flize von den Nachbargemeinden Boulzicourt im Nordwesten und Norden, Saint-Marceau, Étrépigny und Chalandry-Elaire im Norden, Nouvion-sur-Meuse im Nordosten, Dom-le-Mesnil im Nordosten und Osten, Sapogne-et-Feuchères im Osten, Vendresse im Südosten, Villers-le-Tilleul und Singly im Süden sowie Villers-sur-le-Mont im Südwesten und Westen.

## Bevölkerungsentwicklung
| Jahr      | 1968 | 1975 | 1982 | 1990 | 1999 | 2012 | 2019 |
| Einwohner | 1826 | 1551 | 1564 | 1780 | 1844 | 1765 | 1722 |

## Sehenswürdigkeiten

### Balaives-et-Butz
- Kirche Saint-Pierre-aux-Liens
- Schloss Balaives-et-Butz
- Wassermühle aus dem 18. Jahrhundert, Monument historique

### Boutancourt
- Kirche Saint-Rémi

### Élan
- Kirche Notre-Dame, seit 1946 Monument historique
- Zisterzienserkloster Élan, 1148 gegründet, seit 1946 Monument historique

### Flize
- Kirche Saint-Rémy, heutiger Bau von 1865
- Schloss

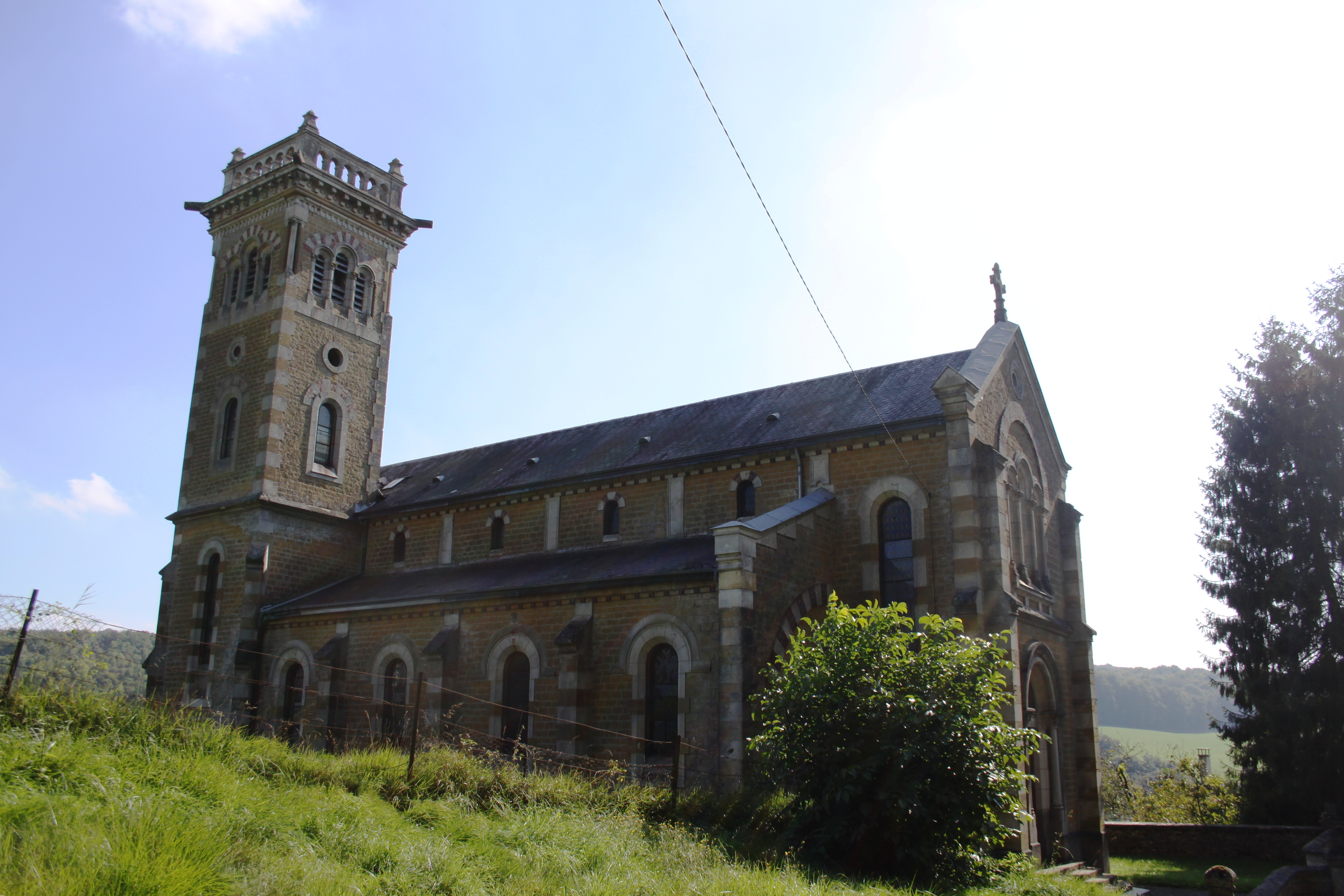
Kirche Saint-Pierre-aux-Liens in Balaives-et-Butz
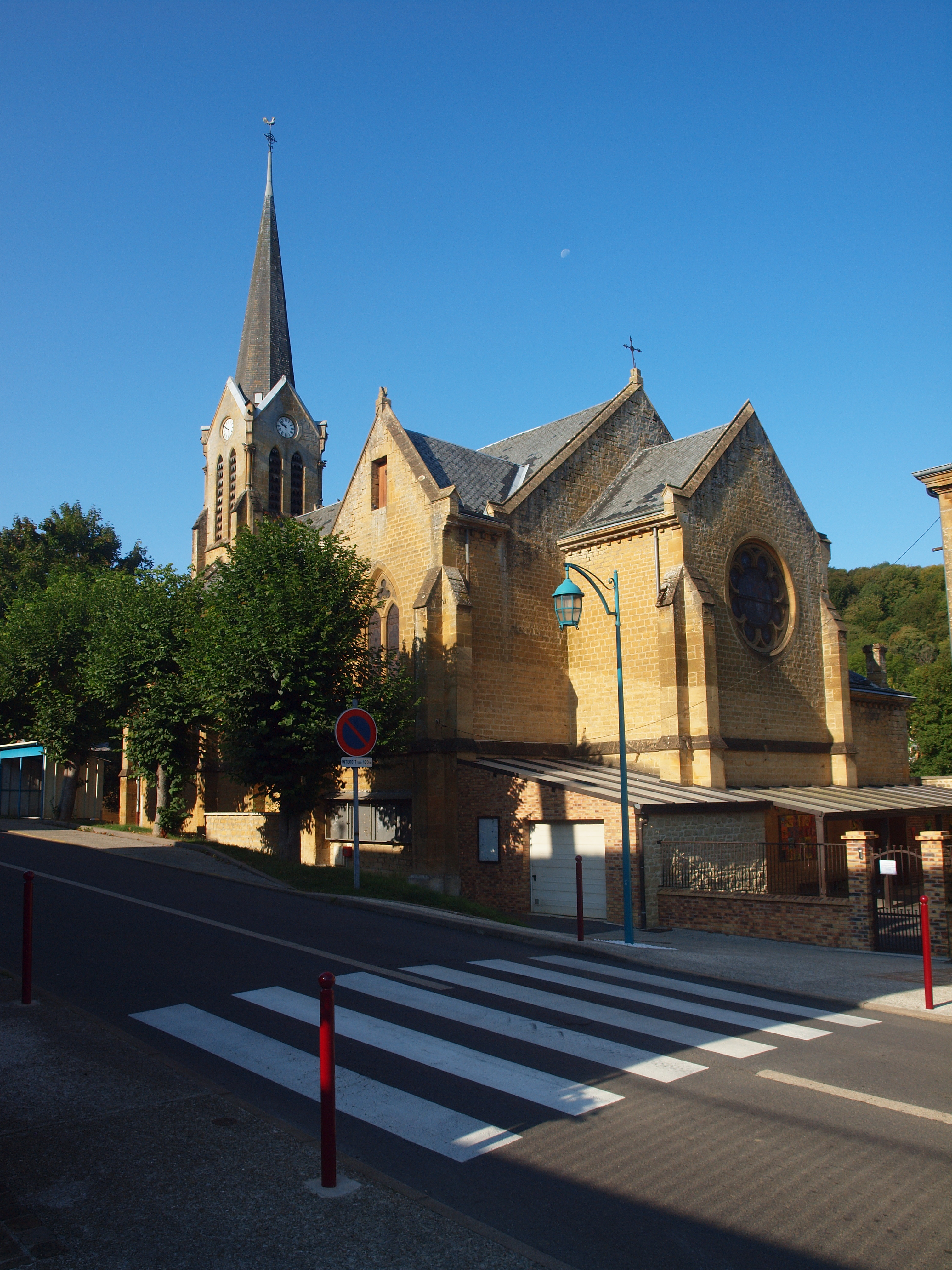
Kirche Saint-Rémi in Boutancourt
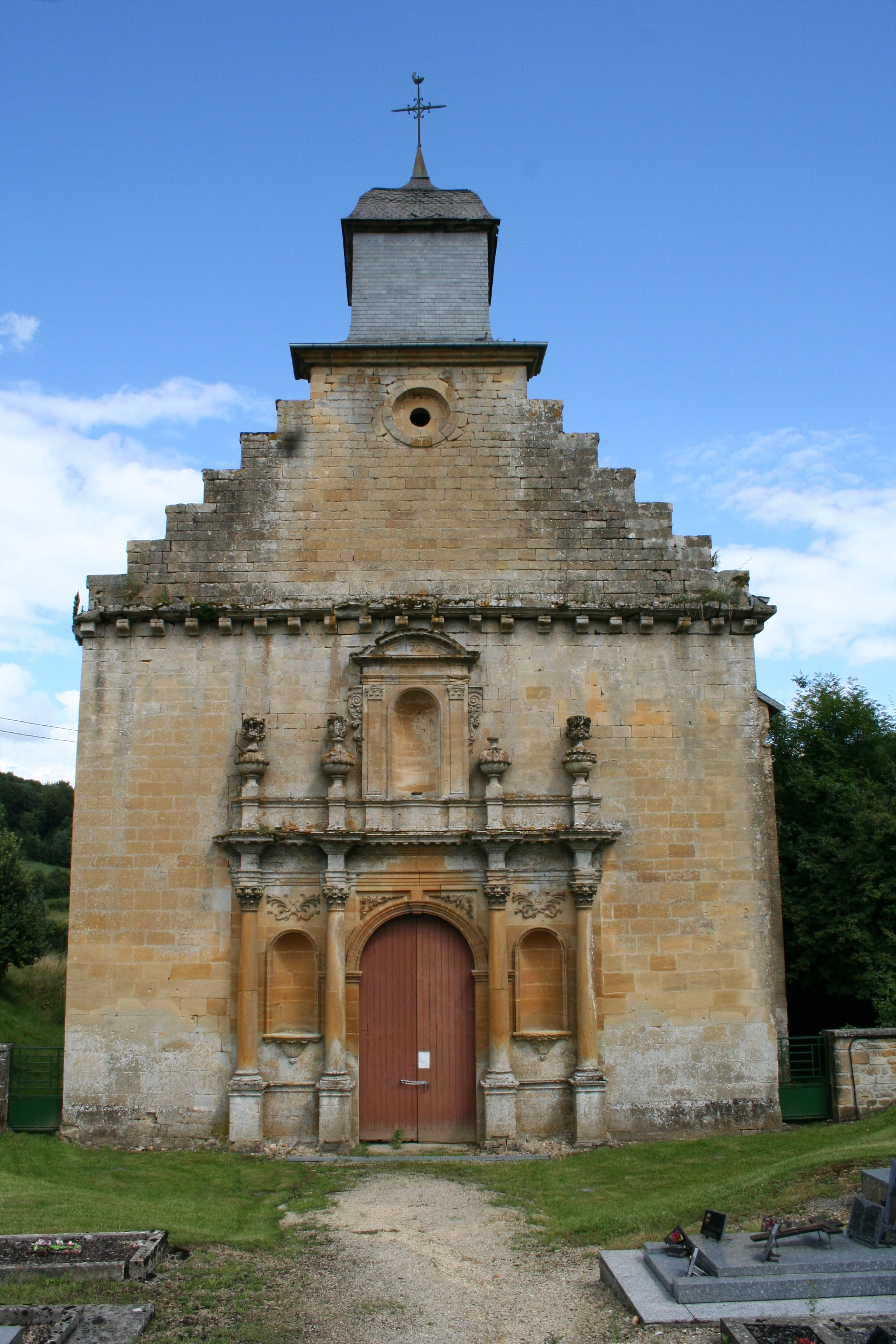
Kirche Notre-Dame in Élan
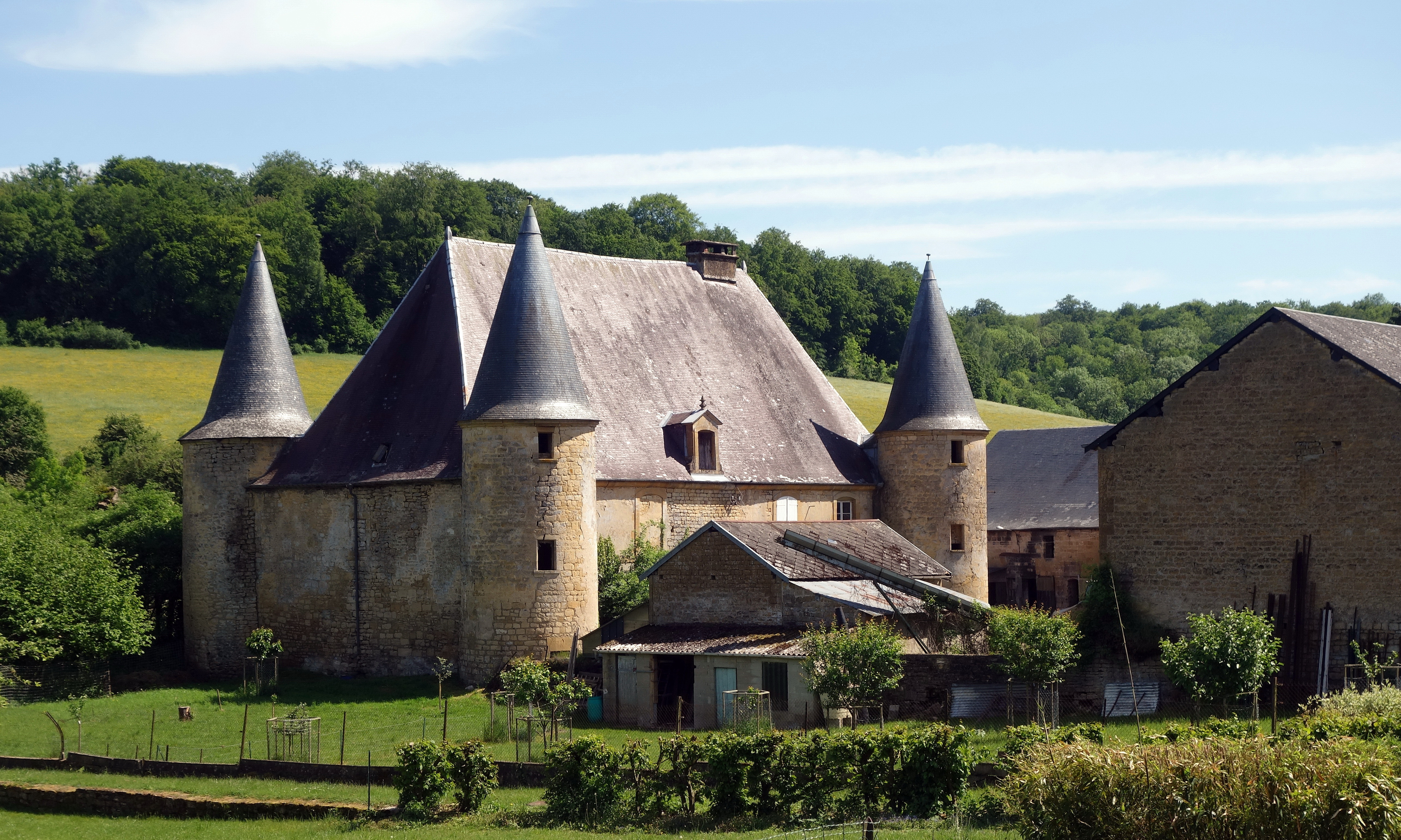
Altes Zisterzienserkloster Élan
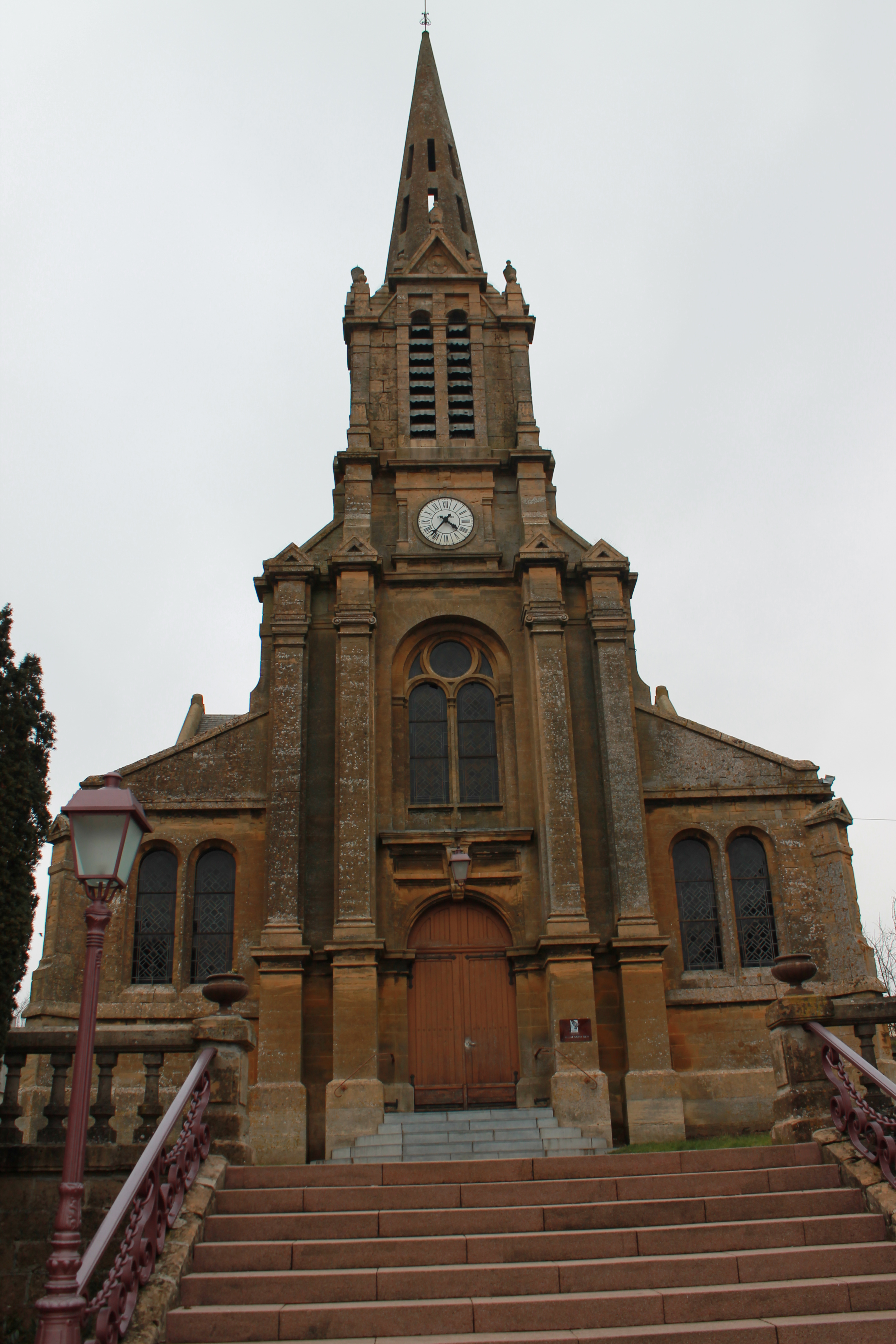
Kirche Saint-Rémy in Flize